# Hiroki Tačijama
Hiroki Tačijama (* 24. listopadu 1985 Nankan, Japonsko) je bývalý japonský zápasník–judista.

## Sportovní kariéra
S judem vážněji začínal na střední škole Omuta ve Fukuoce a později pokračoval na Univerzitě Kokušikan v Tokiu. Do japonské reprezentace se prosadil se vstupem do profesionální týmu Keiba Kai (JRA) v roce 2008. Pravidelně startoval v neolympijské disciplíně bez rozdílu vah. Vrcholovou sportovní kariéru ukončil předčasně v roce 2012.

### Vítězství
- 2010 - 2x světový pohár (Vídeň, Rotterdam)

## Výsledky

### Váhové kategorie
| Turnaj            | 2008       | 2009       | 2010       | 2011       |  |
| Turnaj            | 23         | 24         | 25         | 26         |  |
| Turnaj            | těžká váha | těžká váha | těžká váha | těžká váha |  |
| ----------------- | ---------- | ---------- | ---------- | ---------- |  |
| Olympijské hry    | —          |            |            |            |  |
| Mistrovství světa |            | —          | —          | —          |  |
| Asijské hry       |            |            | —          |            |  |
| Mistrovství Asie  | —          | —          |            | —          |  |

### Bez rozdílu vah
| Turnaj            | 2008 | 2009 | 2010 | 2011 |  |
| Turnaj            | 23   | 24   | 25   | 26   |  |
| ----------------- | ---- | ---- | ---- | ---- |  |
| Mistrovství světa | —    |      | 3.   | 5.   |  |
| Asijské hry       |      |      | —    |      |  |
| Mistrovství Asie  | 3.   | 2.   |      |      |  |